# Grahovčići
Grahovčići (en cyrillique : Граховчићи) est un village de Bosnie-Herzégovine. Il est situé dans la municipalité de Travnik, dans le canton de Bosnie centrale et dans la fédération de Bosnie-et-Herzégovine. Selon les premiers résultats du recensement bosnien de 2013, il compte 563 habitants.

## Géographie

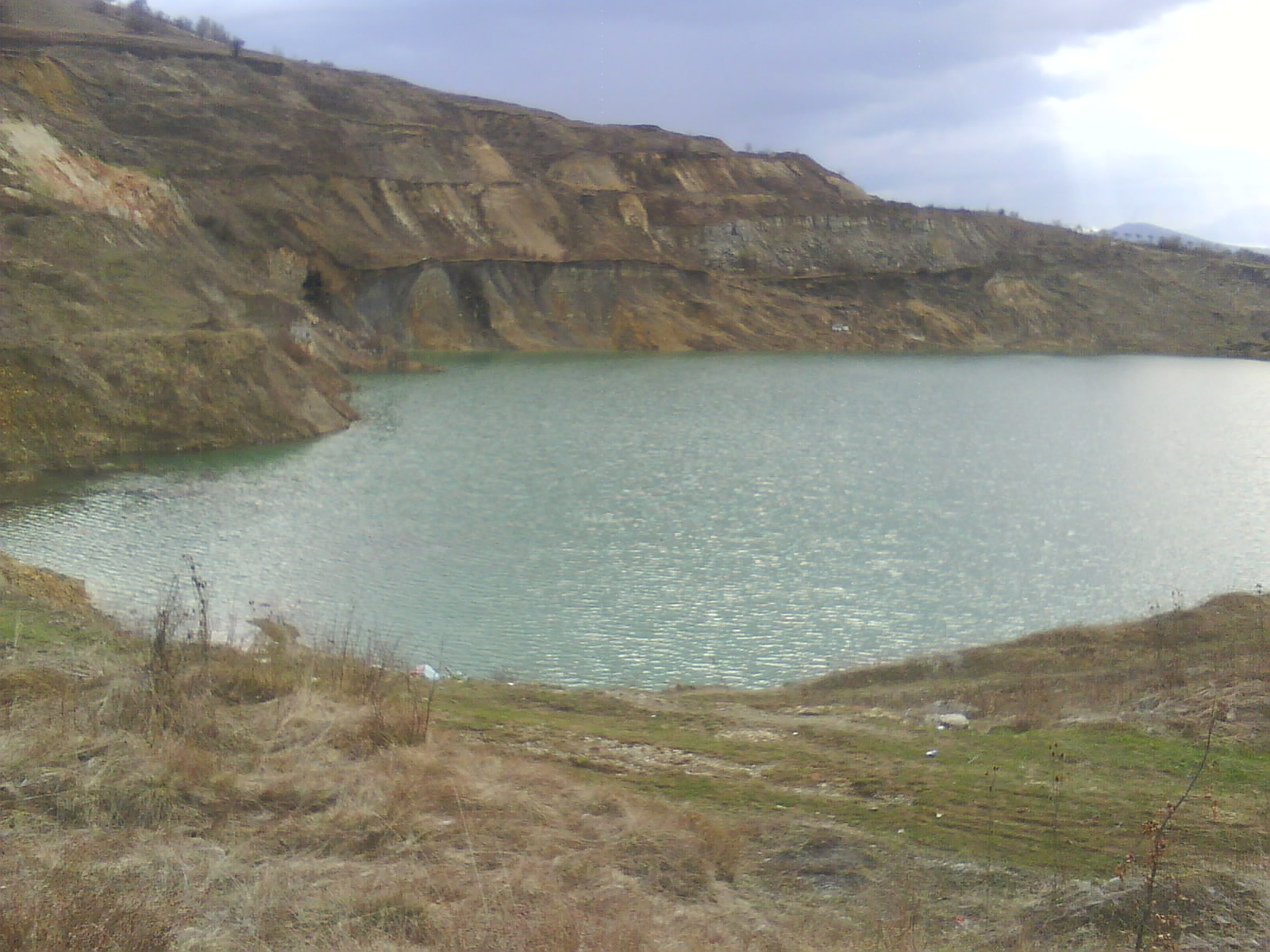
Le lac de Grahovčići, qui résulte d'un effondrement minier

## Histoire

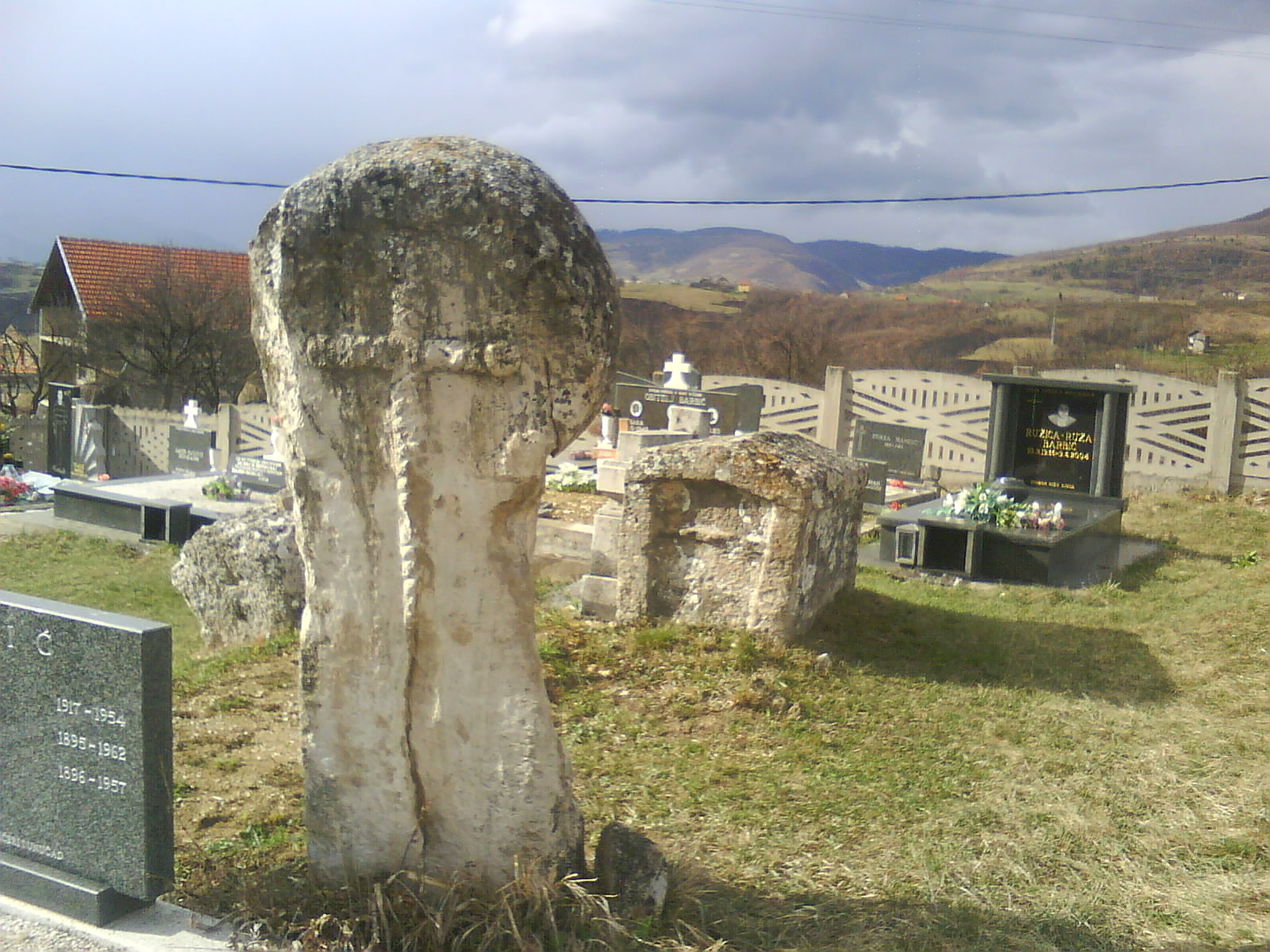
Un stećak dans le cimetière catholique du village

## Démographie

### Évolution historique de la population dans la localité
| 1948 | 1953 | 1961 | 1971  | 1981  | 1991  | 2013 |
| ---- | ---- | ---- | ----- | ----- | ----- | ---- |
| -    | -    | 820  | 1 119 | 1 220 | 1 215 | 563  |

|  |